# Kusacz samotny
Kusacz samotny (Tinamus solitarius) – gatunek dużego ptaka z rodziny kusaczy (Tinamidae).

## Taksonomia

### Podgatunki
Międzynarodowy Komitet Ornitologiczny (IOC) uznaje kusacza samotnego za gatunek monotypowy. Część systematyków wyróżnia jednak dwa podgatunki:
- T. solitarius pernambucensis – wschodnio-środkowa Brazylia.
- T. solitarius solitarius – wschodnia Brazylia, południowo-wschodni Paragwaj, północno-wschodnia Argentyna.

### Etymologia
- Tinamus: Tinamú – w języku ludu Kali'na „kusacz”[9].
- solitarius: łac. solitarius – samotny, od solus, solius – sam[10].
- pernambucensis: Pernambuco, Brazylia[11].

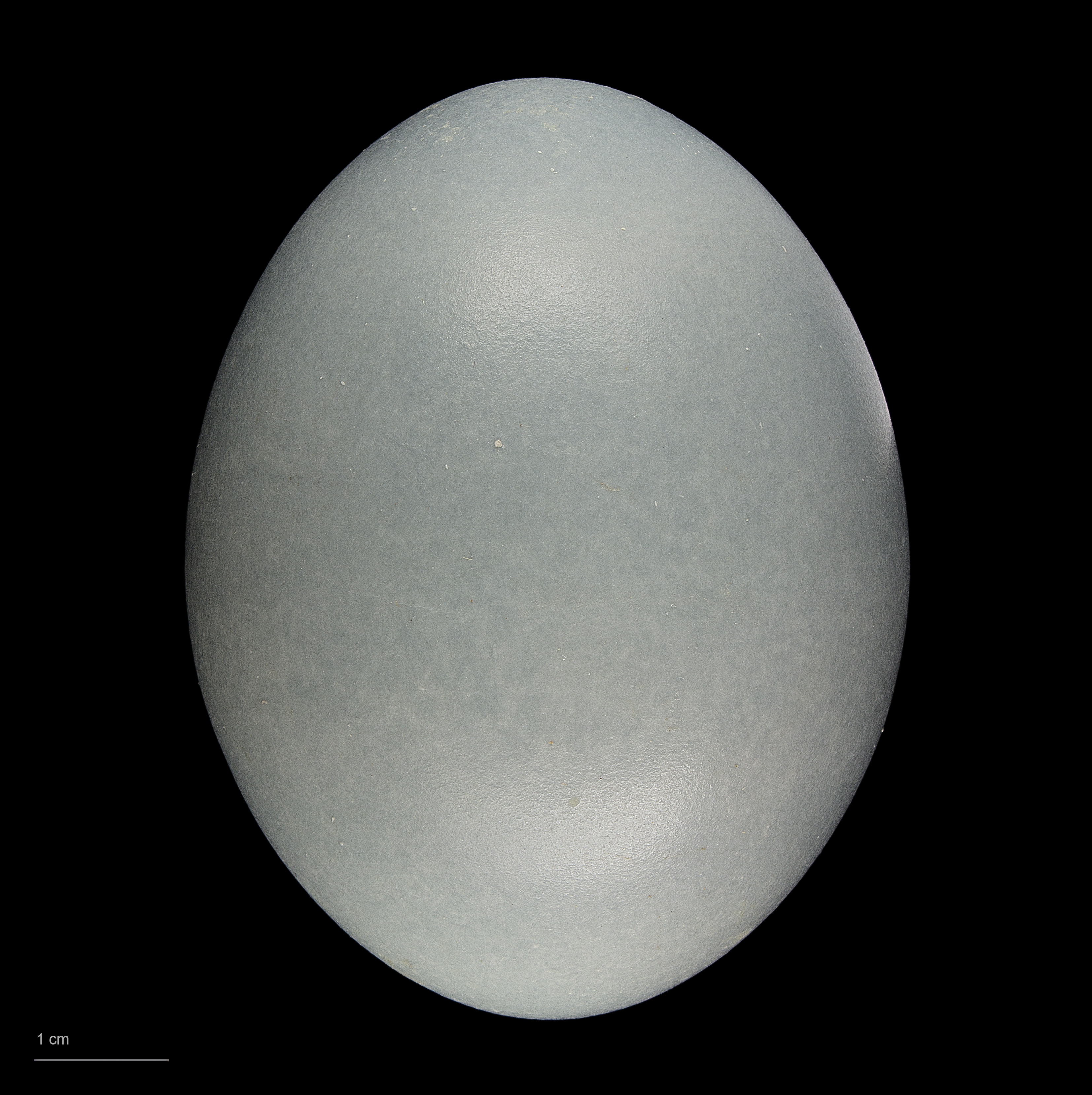
Jajo kusacza samotnego

## Charakterystyka
Długość ciała 42,5–48 cm; masa ciała samców 1014–1500 g, samic 1710–1900 g. Wierzch ciała brązowy, ciemię ciemniejsze. Skrzydła, grzbiet i kuper gęsto czarno prążkowane. Głowa i szyja ochrowe, z plamkami na bokach głowy, bielszym gardłem i płową smugą na bokach szyi. Przód szyi i pierś szare, brzuch białawy, boki delikatnie prążkowane. Zwykle żyje samotnie, jest bardzo ostrożny.

## Zasięg występowania, środowisko
Wschodnia Ameryka Południowa – wschodnia Brazylia, południowo-wschodni Paragwaj, północno-wschodnia Argentyna. Nizinne lasy.

## Status
Międzynarodowa Unia Ochrony Przyrody (IUCN) uznaje kusacza samotnego za gatunek bliski zagrożenia (NT – Near Threatened). Liczebność populacji wykazuje trend spadkowy, do czego przyczyniają się utrata siedlisk i polowania.